# 1465
| [ Edytuj tabelę ]                          | |
| Król Polski                                | - 1447 Kazimierz IV Jagiellończyk 1492 |
| Książę Albanii                             | - 1443 Skanderbeg 1468 - 1446 Lekë Dukagjini 1481 |
| Współksiążęta Andory                       | - 1461 Jaume de Cardona i Gandia 1466 - 1436 Gaston IV 1472 |
| Król Anglii                                | - 1461 Edward IV 1470 |
| Król Aragonii i Walencji, hrabia Barcelony | - 1458 Jan II Aragoński 1479 |
| Władca Azteków                             | - 1440 Montezuma I 1468 |
| Elektor Brandenburgii                      | - 1440 Fryderyk II Żelazny 1471 |
| Książę Bawarii-Landshut                    | - 1450 Ludwik IX Bogaty 1479 |
| Książę Bawarii-Monachium                   | - 1460 Zygmunt 1501 - 1465 Albert IV Mądry 1503 |
| Książę Burgundii                           | - 1419 Filip III Dobry 1467 |
| Sułtan Brunei                              | - 1433 Sulaiman 1473 |
| Cesarz Chin                                | - 1464 Chenghua 1487 |
| Król Cypru                                 | - 1464 Jakub II 1473 |
| Król Czech                                 | - 1458 Jerzy z Podiebradów 1471 |
| Król Danii                                 | - 1448 Chrystian I 1481 |
| Dalajlama                                  | - 1391 Gendun Drup 1474 |
| Władca Egiptu                              | - 1461 Chuszkadan 1467 |
| Cesarz Etiopii                             | - 1434 Zara Jaykob Konstantyn 1468 |
| Król Francji                               | - 1461 Ludwik XI 1483 |
| Król Gruzji                                | - 1446 Jerzy VIII 1465 |
| Hrabia Holandii                            | - 1433 Filip III Dobry (z Burgundii) 1467 |
| Władca Inków                               | - 1438 Pachacutec 1471 |
| Cesarz Japonii                             | - 1464 Go-Tsuchimikado 1500 |
| Kalif                                      | - 1455 Al-Mustandżid 1479 |
| Król Kastylii i Leónu                      | - 1454 Henryk IV 1474 |
| Patriarcha Konstantynopola                 | - 1464 Joazaf 1466 |
| Władca Korei                               | - 1455 Sejo 1468 |
| Wielki książę litewski                     | - 1440 Kazimierz IV Jagiellończyk 1492 |
| Cesarz Majapahitu                          | - 1456 Girishawardhana 1466 |
| Sułtan Maroka                              | - 1421 Abdulhak II 1465 |
| Książę Mediolanu                           | - 1450 Franciszek I 1466 |
| Senior Monako                              | - 1458 Lambert Grimaldi 1494 |
| Wielki książę moskiewski                   | - 1462 Iwan III Srogi 1505 |
| Król Nawarry                               | - 1441 Jan II Aragoński 1479 |
| Król Norwegii                              | - 1450 Chrystian I 1481 |
| Sułtan Omanu                               | - 1451 Umar ibn al-Chattab 1490 |
| Elektor Palatynatu                         | - 1449 Fryderyk I 1476 |
| Papież                                     | - 1464 Paweł II 1471 |
| Król Portugalii                            | - 1438 Alfons V 1481 |
| Cesarz Rzymski (niemiecki)                 | - 1440 Fryderyk III Habsburg 1493 |
| Kapitanowie Regenci San Marino             | - 1464 Simone di Antonio Belluzzi Giovanni Calcigni 1465 - 1465 Bianco di Antonio Paolo di Angelo di Ciono 1465 - 1465 Bartolo di Antonio Simone di Baldo 1466 |
| Elektor Saksonii                           | - 1464 Ernest Wettyn 1486 |
| Król Szkocji                               | - 1460 Jakub III 1488 |
| Król Szwecji                               | - 1465 Jöns Bengtsson 1466 - 1465 Kettil Karlsson Waza 1465 |
| Król Tajlandii                             | - 1448 Borommatrailokkanat 1488 |
| Sułtan Turków                              | - 1451 Mehmed II Zdobywca 1481 |
| Doża Wenecji                               | - 1462 Cristoforo Moro 1467 |
| Król Węgier                                | - 1458 Maciej Korwin 1490 |
| Cesarz Wietnamu                            | - 1460 Lê Thánh Tông 1497 |
| Wielki mistrz zakonu krzyżackiego          | - 1450 Ludwig von Erlichshausen 1467 |

Rok 1465 / MCDLXV
stulecia: XIV wiek ~
XV wiek ~
XVI wiek

lata: 1455 «
1460 «
1461 «
1462 «
1463 «
1464 «
1465
» 1466
» 1467
» 1468
» 1469
» 1470
» 1475

## Wydarzenia w Polsce
- W Polsce zaczęto stosować mocję.[potrzebny przypis]

## Wydarzenia na świecie
- kwiecień – walki albańsko-osmańskie: miała miejsce bitwa w Dolinie Vajkal.
- 16 lipca – została stoczona nierozstrzygnięta bitwa pod Montlhéry pomiędzy wojskami króla Francji Ludwika XI a oddziałami zbuntowanych wielkich panów feudalnych, zrzeszonych w tzw. Lidze Dobra Publicznego.
- 28 listopada – przedstawiciele katolickiej szlachty czeskiej zawiązali w Zelenej Horze pakt przeciwko husyckiemu królowi Czech Jerzemu z Podiebradów.
- Hans Memling przybył do Brugii.
- W Fezie doszło do buntu przeciw władzy sułtana Abdulhaka II i obalenia dynastii Marynidów.

## Urodzili się
- Diego Velázquez de Cuéllar, hiszpański konkwistador
- 9 maja – Elżbieta I Jagiellonka, królewna polska, księżniczka litewska, córka Kazimierza Jagiellończyka (zm. 1466)
- 10 października Selim I Groźny, sułtan Imperium Osmańskiego (zm. 1520)
- Francisco Álvares, portugalski misjonarz i odkrywca

## Zmarli
- 5 stycznia – Karol Orleański, książę Orleanu, francuski poeta